# El Chantre de Calahorra

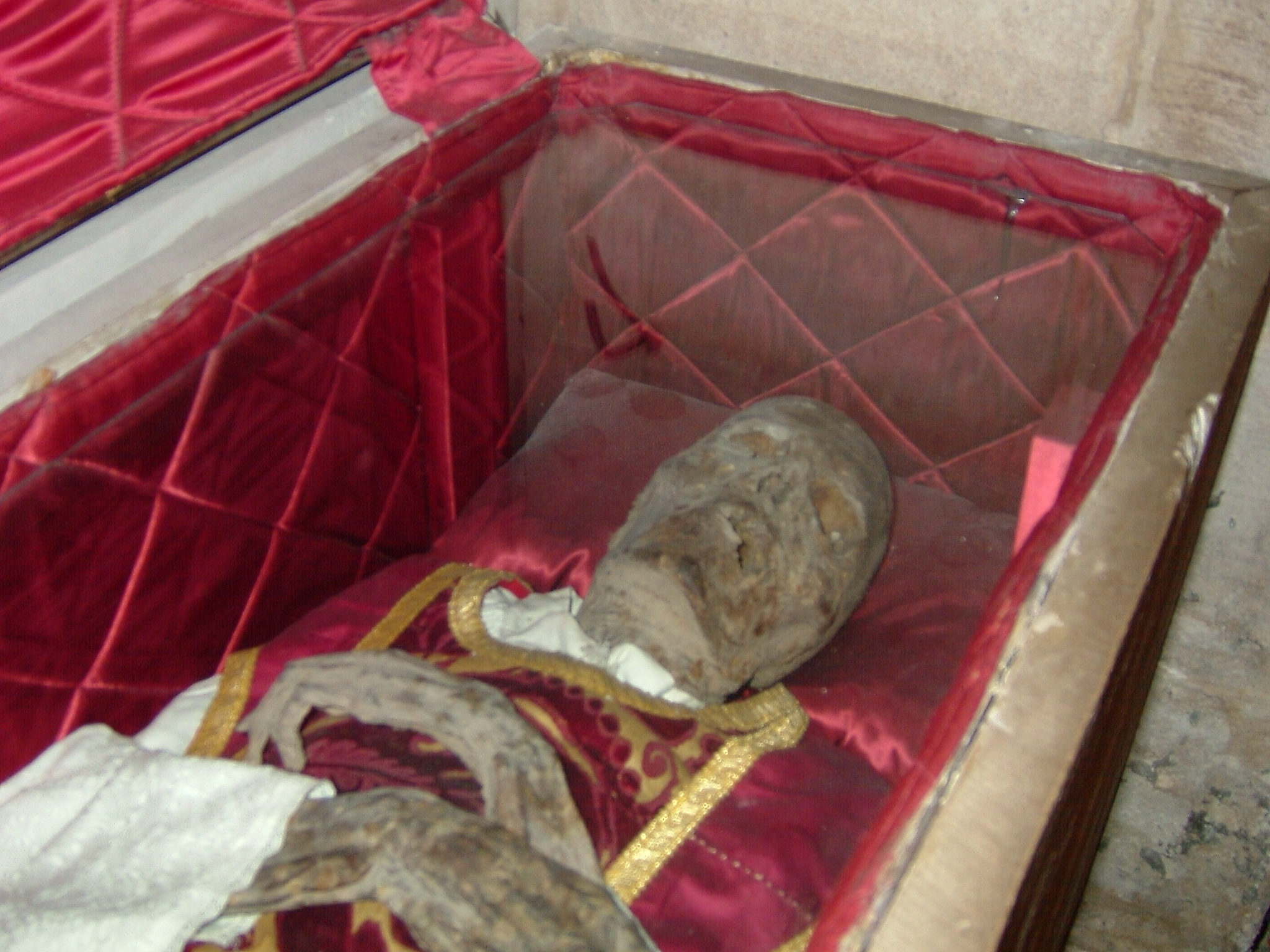
Cuerpo momificado de El Chantre.

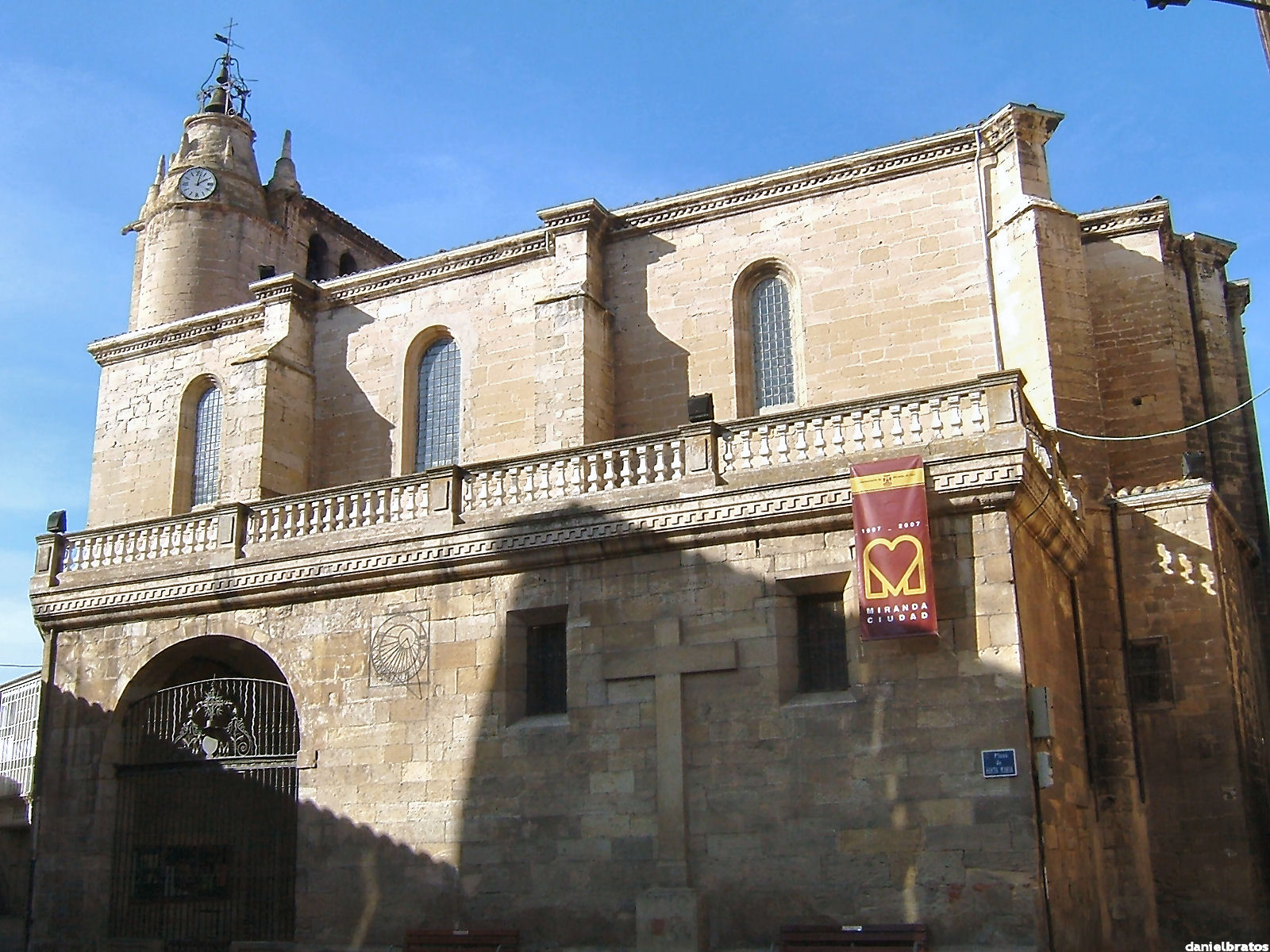
Iglesia de Santa María donde descansa la momia de El Chantre.

Pedro Pascual Martínez (siglo XIV – †1352), más conocido como El Chantre de Calahorra, es uno de los personajes más famosos de la cultura popular de Miranda de Ebro (España). Fue chantre de la Catedral de Santa María en la ciudad de Calahorra. 
Patrocinó la construcción de un hospital para pobres, prestaba dinero a quien lo necesitaba y estaba considerado un buen hombre. El 1 de octubre de 1352 el Chantre de Calahorra falleció frente a la iglesia de San Nicolás (actual Espíritu Santo) de Miranda de Ebro. La tradición dice que fue a causa de un saco de arena lanzado desde un tejado presuntamente por su hermano Santiago, el cual envidiaba a Pascual por su bondad.
En 1370 se fundó la Cofradía del Chantre para atender el hospital de pobres que Pascual Martínez fundó. Dicho hospital se mantuvo hasta 1804, cuando quedó integrado en el Antiguo Hospital de Santiago. 
Su cuerpo momificado descansa bajo el coro de la nave principal de la iglesia de Santa María de Miranda de Ebro desde 1812.

## Leyenda
Cuenta la leyenda que, tras ser enterrado en la iglesia de San Juan en Miranda de Ebro, su cuerpo incorrupto fue sacado tres veces por las aguas del río Ebro en sus habituales crecidas y depositado frente a la iglesia de Santa María, por lo que los mirandeses decidieron dejarle allí.

## Otros datos
- Inscripción del sepulcro:

Aqui yace en esta sepultura don Pascual (M)artínez Chantre de Calahorra e de la Calzada: que Dios perdona la su anima. Amén. En el más 1º día de octubre Era de 1390 a(ños). Alfonso Garzía, pintor de Burgos, f(ecit) esta sepult(ur)a e la pintó. Era de 1441.

- Acta del párroco de Santa María, D.Pablo de Marrón, de 1812:

En 28 de noviembre de mil ochocientos doce, fue trasladado a esta iglesia de Santa María de la villa de Miranda de Ebro el cuerpo del Sr. D. Pascual Martínez, Chantre de Calahorra, insigne Bienhechor y Beneficiado de esta villa. Fundador de su Hospital titulado del Chantre, que falleció día primero de octubre Era de mil trescientos noventa y hallándose incorrupto en el año mil cuatrocientos cuarenta y uno, fue colocado en un sepulcro nuevo de piedra y de buena arquitectura en su capilla inclusa en la Parroquia de S. Juan al lado del Evangelio. En el mil setecientos sesenta y cinco, cuando una soberbia avenida del Ebro que inundó esta población cubrió de agua y arena aquel sepulcro, se reconoció nuevamente su cadáver y total incorrupción y en el presente profanada dicha iglesia de S. Juan y reducida a cuartel de soldados, se ha depositado interinamente en la capilla de S. Andrés de ésta Santa María cerrado en un arca de madera observando todo el pueblo que permanece en su admirable integridad y porque conste lo firmo yo el cura de esta iglesia de Santa María.

## Galería

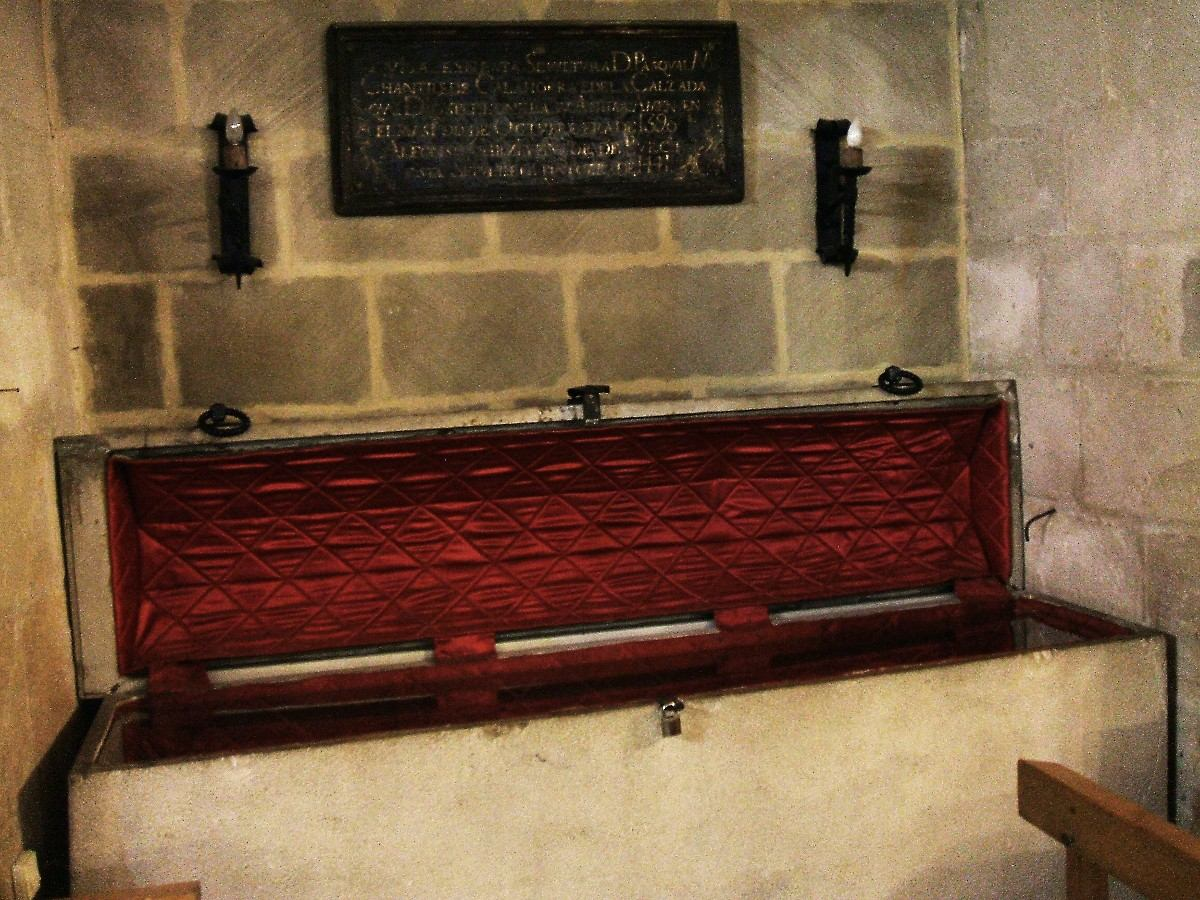
El sepulcro
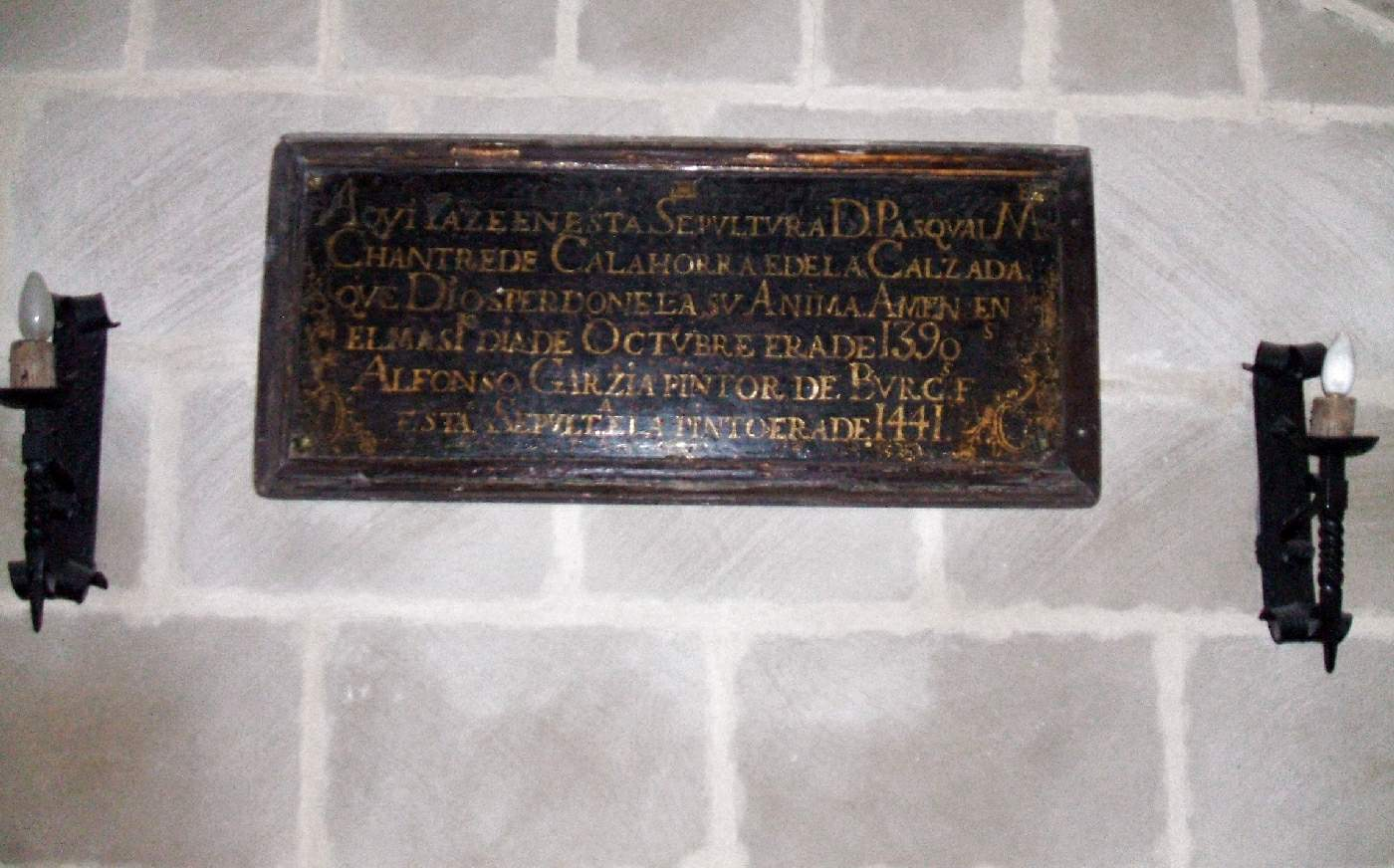
La inscripción sobre el sepulcro